# الکساندر ولدینسکی
الکساندر ولدینسکی (انگلیسی: Alexander Veledinsky؛ زادهٔ ۲۷ ژوئیه ۱۹۵۹) کارگردان فیلم، و فیلم‌نامه‌نویس اهل اتحاد جماهیر شوروی است.
وی برنده جایزه نیکا بهترین کارگردانی در سال ۲۰۱۴ شده‌است.